# Охотничий (Приморский край)
Охо́тничий — село в Пожарском районе Приморского края. Входит в состав Краснояровского сельского поселения.

## География
Село Охотничий стоит на левом берегу реки Светловодная (до 1972 года — Улунга, левый приток реки Бикин), примерно в 3 км до её устья.
Расстояние до районного центра посёлка городского типа Лучегорск (по прямой) около 170 км, до Красного Яра (по прямой около) 120 км, по реке — около 200 км.
В холодное время года существует зимник для автомобилей повышенной проходимости, ведущий на автодорогу «Восток — Глубинное» и к селу Молодёжное Красноармейского района.

## История
Основано в начале XX века старообрядцами под названием Улунга. Район села в 1932 году был одним из центров сопротивления коллективизации. В советское время совершались рейсы на самолётах Ан-2. В 1972 году после вооружённого конфликта за остров Даманский село было переименовано. В 2002—2011 год носило наименование Охотничье.

## Население
| 2002 | 2005 | 2010 |
| ---- | ---- | ---- |
| 5    | ↘4   | ↗14  |

## Улицы
В селе имеется одна улица — Краснояровская.

## Экономика
Жители занимаются охотой.

## Инфраструктура
В селе действуют метеостанция и взлётно-посадочная полоса.

## Транспорт
Хорошая автомобильная дорога к селу отсутствует. Летом сообщение с селом Красный Яр осуществляется по реке Бикин на моторных лодках, зимой — по льду на снегоходе.